# Asztülosz
Asztülosz szó szerinti jelentése „ oszlopok nélküli“. Az ilyen templom felépítésében hasonló az egyszerű ante-templomhoz, de nincsen az anték közt oszlop. Ha az épület az antékat is nélkülözi, akkor megaron a neve. Az asztülosz a fedett templomok legegyszerűbb formája. Már a görögök előtt is megtalálható volt a mükénéi időkben.
Ha a templom cellájának hátsó oldalán anték vannak, akkor kettős asztüloszról beszélünk. Ilyen templomot találhatunk például a nurág kultúrában a Dòmu d’Urxia Szardínia szigetén.

Asztülosz
Megaron

## Fordítás
Ez a szócikk részben vagy egészben  az   Astylos című német Wikipédia-szócikk ezen változatának fordításán alapul.  Az eredeti cikk szerkesztőit annak laptörténete sorolja fel. Ez a jelzés csupán a megfogalmazás eredetét és a szerzői jogokat jelzi, nem szolgál a cikkben szereplő információk forrásmegjelöléseként.